# Heinrich Ernst Ludwig Karl von Flemming
Heinrich Ernst Ludwig Karl von Flemming (* 3. Oktober 1778; † 18. November 1852 in Berlin) war ein pommerscher Gutsbesitzer und Landrat des Kreises Usedom-Wollin.

## Leben
Seine Eltern waren der Gutsbesitzer Karl Friedrich von Flemming (* 1712; † 1789) und dessen dritte Ehefrau Karolina Ludowika von Blanckenburg-Schlenzig. Der Großvater Curt Gebhardt von Flemming war Erblandmarschall.
Flemming wurde Gutsherr auf Leussin auf der Insel Wollin und Kanonikus am Magdeburger Dom. Von 1807 bis 1842 war er Landrat des Kreises Usedom-Wollin und lebte in dieser Zeit an seinem Amtssitz in Swinemünde. Er legte sein Amt nieder, nachdem er 1842 Erblandmarschall von Hinterpommern wurde. Er gehörte dem Provinziallandtag der Provinz Pommern an.
1824 heiratete er Karoline Königk (1801–1877). Die beiden hatten sechs Kinder.
Theodor Fontane, der Flemming und dessen Frau aus seiner Kindheit in Swinemünde kannte, beschreibt beide in seinem autobiographischen Roman Meine Kinderjahre. In Effi Briest trägt eine adlige Familie, mit denen die Innstettens verkehren, den Namen von Flemming.
Heinrich Ernst Ludwig Karl von Flemming starb 1852 im Alter von 74 Jahren in Berlin. Beigesetzt wurde er auf dem Dreifaltigkeitsfriedhof I vor dem Halleschen Tor. Das Grab ist nicht erhalten.